# Salif Keïta (calciatore 1946)
Salif Keïta (Bamako, 6 dicembre 1946 – Bamako, 2 settembre 2023) è stato un calciatore maliano, di ruolo ala.

## Carriera
Dopo gli inizi di carriera in patria si trasferì in Francia, al Saint-Étienne, con cui vinse per 3 volte la Division 1 (1968, 1969, 1970) e per due volte la Coppa di Francia (1968, 1970). In seguito continuò la carriera nelle file di Olympique Marsiglia, Valencia e Sporting Lisbona, club, questo, con cui vinse una Coppa di Portogallo nel 1978.
Con la nazionale arrivò invece in finale alla Coppa d'Africa nel 1972. Nel 1970 vinse la prima edizione del Pallone d'oro africano.
Dopo il ritiro aprì una scuola calcio e fu presidente della federcalcio del Mali dal 2005 al 2009.
Due suoi nipoti, Seydou Keita e Mohamed Sissoko, hanno militato anch'essi in club calcistici europei e nella nazionale maliana.

## Statistiche

### Cronologia presenze e reti in nazionale
| Cronologia completa delle presenze e delle reti in nazionale ― Mali | Cronologia completa delle presenze e delle reti in nazionale ― Mali | Cronologia completa delle presenze e delle reti in nazionale ― Mali | Cronologia completa delle presenze e delle reti in nazionale ― Mali | Cronologia completa delle presenze e delle reti in nazionale ― Mali | Cronologia completa delle presenze e delle reti in nazionale ― Mali | Cronologia completa delle presenze e delle reti in nazionale ― Mali | Cronologia completa delle presenze e delle reti in nazionale ― Mali |
| Data                                                                | Città                                                               | In casa                                                             | Risultato                                                           | Ospiti                                                              | Competizione                                                        | Reti                                                                | Note                                                                |
| ------------------------------------------------------------------- | ------------------------------------------------------------------- | ------------------------------------------------------------------- | ------------------------------------------------------------------- | ------------------------------------------------------------------- | ------------------------------------------------------------------- | ------------------------------------------------------------------- | ------------------------------------------------------------------- |
| 24-2-1963                                                           | Kumasi                                                              | Senegal                                                             | 1 – 3                                                               | Mali                                                                | Nkrumah Cup                                                         | 2                                                                   |                                                                     |
| 27-2-1963                                                           | Accra                                                               | Ghana                                                               | 4 – 0                                                               | Mali                                                                | Nkrumah Cup                                                         | -                                                                   |                                                                     |
| 7-3-1965                                                            | Dakar                                                               | Senegal                                                             | 3 – 0                                                               | Mali                                                                | Qual. Giochi panafricani 1965                                       | -                                                                   |                                                                     |
| 14-3-1965                                                           | Bamako                                                              | Mali                                                                | 4 – 0                                                               | Senegal                                                             | Qual. Giochi panafricani 1965                                       | 3                                                                   |                                                                     |
| 18-7-1965                                                           | Brazzaville                                                         | Congo-Brazzaville                                                   | 1 – 2                                                               | Mali                                                                | Giochi panafricani 1965                                             | 2                                                                   |                                                                     |
| 19-7-1965                                                           | Brazzaville                                                         | Mali                                                                | 1 – 2                                                               | Togo                                                                | Giochi panafricani 1965                                             | 1                                                                   |                                                                     |
| 20-7-1965                                                           | Brazzaville                                                         | Mali                                                                | 5 – 1                                                               | Uganda                                                              | Giochi panafricani 1965                                             | 2                                                                   |                                                                     |
| 23-7-1965                                                           | Brazzaville                                                         | Mali                                                                | 2 – 1                                                               | Algeria                                                             | Giochi panafricani 1965                                             | 1                                                                   |                                                                     |
| 25-7-1965                                                           | Brazzaville                                                         | Congo-Brazzaville                                                   | 0 – 0                                                               | Mali                                                                | Giochi panafricani 1965                                             | -                                                                   |                                                                     |
| 5-2-1967                                                            | Bamako                                                              | Algeria                                                             | 1 – 0                                                               | Mali                                                                | Qual. Coppa d'Africa 1968                                           | -                                                                   |                                                                     |
| 24-2-1972                                                           | Yaoundé                                                             | Mali                                                                | 3 – 3                                                               | Togo                                                                | Coppa d'Africa 1972 - 1º turno                                      | -                                                                   |                                                                     |
| 26-2-1972                                                           | Yaoundé                                                             | Mali                                                                | 1 – 1                                                               | Kenya                                                               | Coppa d'Africa 1972 - 1º turno                                      | -                                                                   |                                                                     |
| 5-3-1972                                                            | Yaoundé                                                             | Congo-Brazzaville                                                   | 3 – 2                                                               | Mali                                                                | Coppa d'Africa 1972 - Finali                                        | -                                                                   | 46’                                                                 |
| Totale                                                              |                                                                     | Presenze                                                            | 13                                                                  |                                                                     | Reti                                                                | 11                                                                  |                                                                     |

## Palmarès

### Club
- Campionato francese: 3

Saint-Étienne: 1967-68, 1968- 69, 1969-70
- Coppa di Francia: 2

Saint-Étienne: 1967-1968, 1969-1970
- Supercoppa francese: 3

Saint-Étienne: 1967, 1968, 1969
- Coppa del Portogallo: 1

Sporting Lisbona: 1977-1978

### Individuale
- Calciatore africano dell'anno: 1

1970